# 14146 Hughmaclean
14146 Hughmaclean este un asteroid din centura principală de asteroizi.

## Descriere
14146 Hughmaclean este un asteroid din centura principală de asteroizi. A fost descoperit pe 28 septembrie 1998 la Kitt Peak National Observatory în cadrul proiectului Spacewatch. Asteroidul prezintă o orbită caracterizată de o semiaxă mare de 2,32 ua, o excentricitate de 0,12 și o înclinație de 2,1° în raport cu ecliptica.